# Cuora picturata
La tortuga de caja del sur de Vietnam (Cuora picturata) es una tortuga de la familia Geoemydidae endémica de las regiones del sur montañoso de Vietnam, posiblemente también se encuentra en el extremo este de Camboya y en el sur de Laos. Esta especie fue descrita inicialmente como una subespecie de Cuora galbinifrons, pero se ha demostrado que es genéticamente distinta (Stuart y Parham, 2004). Este es el mismo caso para Cuora bourreti, que sin embargo está mucho más relacionada con Cuora galbinifrons en osteología, en genética y en morfología de lo que Cuora picturata está con cualquiera de ellas. Así, esta variedad realmente se merece el estatus de especie.

## Morfología
Esta especie tiene el caparazón abombado más alto de todas las especies de Cuora, la forma se asemeja a un casco de conquistador español. Mientras que la coloración de la cabeza de la especie Cuora galbinifrons es muy variable, incluso en poblaciones diferentes, esto no es el caso de C. picturata, donde la cabeza es siempre de color amarillo con un reticulado gris fino.